# José Javier Hombrados
José Javier Hombrados (Madrid, 7 aprile 1972) è un ex pallamanista spagnolo.

## Palmarès
- Giochi olimpici

Atlanta 1996: bronzo.
Pechino 2008: bronzo.
- Mondiali

Tunisia 2005: oro.
Svezia 2011: bronzo.
- Europei

Spagna 1996: argento.
Svizzera 2006: argento.